# Biathlon agli XI Giochi olimpici invernali
Le competizioni di biathlon agli XI Giochi olimpici invernali si sono svolte nei giorni 9 e 11 febbraio 1972 al Makomanai Park di Sapporo
Come a Grenoble 1968 si sonos svolte due prove maschili.

## Programma
| Finali |  |  |  |  |  | 20 km annullata | 20 km |  | Staffetta |  |  |

## Podi
| Evento                        | Oro                                                                        | Perform.   | Argento                                                            | Perform.   | Bronzo                                                                     | Perform.   |
| 20 km (dettagli)              | Magnar Solberg                                                             | 1:15'55"50 | Hansjörg Knauthe                                                   | 1:16'07"60 | Lars-Göran Arwidson                                                        | 1:16'27"03 |
| Staffetta 4x7,5 km (dettagli) | Unione Sovietica Aleksandr Tikhonov Rinat Safin Ivan Bjakov Viktor Mamatov | 1:51'44"92 | Finlandia Esko Saira Juhani Suutarinen Heikki Ikola Mauri Röppänen | 1:54'37"25 | Germania Est Hansjörg Knauthe Joachim Meischner Dieter Speer Horst Koschka | 1:54'57"67 |

## Medagliere
| Posizione | Paese            |   |   |   | Totale |
| --------- | ---------------- | - | - | - | ------ |
| 1         | Norvegia         | 1 | 0 | 0 | 1      |
| 1         | Unione Sovietica | 1 | 0 | 0 | 1      |
| 3         | Germania Est     | 0 | 1 | 1 | 2      |
| 4         | Finlandia        | 0 | 1 | 0 | 1      |
| 5         | Svezia           | 0 | 0 | 1 | 1      |
| Totale    | Totale           | 2 | 2 | 2 | 6      |